# Gianluigi Marianini
Gianluigi Marianini (Lanzo Torinese, 17 gennaio 1918 – Vicoforte, 25 gennaio 2009) è stato un personaggio televisivo italiano.

## Biografia
Fu per qualche tempo insegnante di Lettere presso il collegio dei Rosminiani, ma abbandonò ben presto quel lavoro per vivere come un gaudente d'altri tempi, come un bon vivant attratto nella sua vita dal mito della «Venere multiforme», come un esteta e un poeta dannunziano.

### Concorrente diLascia o raddoppia?
Quando insegnava presso il Collegio Rosmini, ebbe come allievo il giovane Mike Bongiorno, che viveva a Torino con la madre a seguito del divorzio dei genitori: qualche anno dopo, fu proprio Mike Bongiorno, alla ricerca di un personaggio che attirasse l'attenzione del pubblico sul suo neonato quiz televisivo Lascia o Raddoppia?, a chiamarlo come concorrente.
Uomo di solida cultura (laureato in filosofia, giurisprudenza e diritto canonico), si fece conoscere sul piccolo schermo nel 1956, partecipando al quiz di Mike Bongiorno Lascia o raddoppia? in qualità di esperto di storia della moda e del costume; i due personaggi si conoscevano già perché, come ha ricordato lo stesso Bongiorno, quando frequentava a Torino il Liceo Rosmini, Marianini era assistente, controllando gli studenti mentre facevano i compiti, nel periodo in cui, vestito da prete, pensava di dedicarsi alla vita religiosa..
È stato uno dei concorrenti più popolari del fortunato gioco a premi: oltre a vincerne la finale, ha attirato l'attenzione con il suo personaggio di esteta dai gusti raffinati e dal fornito guardaroba, distaccato dalla realtà e con la battuta sempre pronta.
Con atteggiamento da viveur, un eloquio raffinato ed aulico e il timbro di voce tra l'ecclesiale e il professorale, descriveva al suo "dotto inquisitore" - così definiva con malcelata ironia il presentatore Mike Bongiorno - le sue eccentriche ed eleganti "vestimenta" che esibiva in ogni puntata, per avviarsi poi al "chiostro dei fosforescenti", la cabina cioè dei concorrenti al quiz (le cui menti dovevano sprizzare fosforo per rispondere alle domande). Una figura fuori dagli schemi che fu di grande richiamo per il pubblico televisivo di fine anni cinquanta. 
Nel 1957 è stato protagonista di alcuni episodi della rubrica pubblicitaria televisiva Carosello, fungendo da 'testimonial' del dentifricio Chlorodont.

### Oltre la televisione
Chiusa la parentesi televisiva, ha continuato a vivere all'insegna della più completa libertà ("Vivo libero e alla giornata, seguendo interessi puramente ideali"), dedicandosi in particolare ai problemi dello spirito, dell'occulto e della vita dopo la morte.

Gianluigi Marianini con il cantante siciliano Tony Pagliaro

Fine esoterista, è stato Gran Maestro di un Ordine Templare.
È diventato direttore di alcuni centri culturali (Centro Studi Don Sturzo, Circolo dei Ciclopi) e ha partecipato a svariati convegni e manifestazioni, in cui spesso era richiesto per la sua popolarità televisiva e per la sua competenza di studioso; è inoltre stato ospite di numerose rassegne gastronomiche, costruendosi una fama di esperto del gusto, affermando scherzosamente che quello era l'unico modo in cui gli riusciva di mangiare a sbafo.
Insieme all'amico violinista Guido Rimonda è stato uno dei fondatori (1992) e presidente onorario dell'Orchestra Camerata Ducale, che con il Viotti Festival di Vercelli, incisioni discografiche e concerti in tutto il mondo, ha riscoperto e divulgato l'opera del celebre compositore e violinista piemontese del XVIII secolo Giovanni Battista Viotti.
Tra i suoi multiformi interessi, Marianini ha dato un piccolo spazio anche al mondo del cinema, principalmente come interprete. Nel 1961 figura nel cast del film avventuroso La spada della vendetta di Luigi Latini De Marchi. Tra i lavori più interessanti è da segnalare la sua partecipazione al film grottesco del 1984 Massimamente folle di Marcello Troiani.
Questo professore torinese è stato scelto da Piero Chiambretti come "figura storica" della TV per il programma Prove tecniche di trasmissione (1989); nel 1995, quasi ottantenne, è apparso ancora in gran forma in un altro programma chiambrettiano, Il laureato, dove ha tenuto brillantemente testa alle battute del comico, dimostrandosi ancora una volta campione di una raffinata e tutta italiana "arte di arrangiarsi".
È morto all'età di 91 anni, nella sua dimora di Vicoforte, nel cuneese.
È sepolto accanto alla moglie nel cimitero comunale di Mondovì.

## Opere
- Gianluigi Marianini, L'Apophàntica, Le Collane, 1941.